# Per Persson (språkvetare)
Per Persson, född den 31 december 1857 i Västra Vingåker, död den 27 juni 1929, var en svensk språkvetare. Som universitetslärare var han verksam inom klassisk filologi, men som forskare arbetade han främst inom jämförande indoeuropeisk språkforskning, inom vilket område han ansågs som en av Sveriges främsta auktoriteter.

## Biografi
År 1875 blev Persson student vid Uppsala universitet, där han 1878 avlade filosofie kandidat- och 1883 licentiatexamen. År 1886 promoverandes han till filosofie doktor och samma år utnämndes han till docent i klassiska språk vid Uppsala universitet. Åren 1889-1895 innehade Persson gång på gång förordnanden att förestå professuren än i latinska språket och litteraturen, än i grekiska, än åter extra ordinarie professuren i klassiska språk. Åren 1895-1922 var han professor i latinska språket och litteraturen vid Uppsala universitet. 
Persson blev ledamot av Humanistiska vetenskapssamfundet i Uppsala 1896, av Vetenskapssocieteten i Uppsala 1908 och av Vetenskapsakademien 1924. På hans 65-årsdag, 31 december 1922, fick han sig tillägnad en omfångsrik festskrift, Strena philologica Upsaliensis (Lundeqvistska bokhandeln, 1922).

## Verk
Redan Perssons gradualavhandling, Studia etymologica, behandlade några av den jämförande språkvetenskapens svåraste problem. År 1891 gav han ut Studien zur Lehre von der Wurzelerweiterung und Wurzelvariation (i Uppsala universitets årsskrift), gav nya och givande impulser åt den dittills föga bearbetade indoeuropeiska stambildningsläran. År 1912 kom Beiträge zur indogermanischen Wortforschung ut, ett monumentalt verk i två band som visade vägen för det fortsatta arbetet inom den komparativa lingvistiken. 
Bland hans arbeten inom latinsk filologi märks De origine ac vi primigenia gerundii et gerundivi latini (i "Skrifter utgifna af Kungliga Humanistiska vetenskapssamfundet i Uppsala", II:2, 1894), Adnotationum Plautinarum specimen I (1894), Om ett nyligen upptäckt fragment af en romersk kommunallag (i "Skrifter utgifna af Kungliga Humanistiska vetenskapssamfundet i Uppsala", V:12, 1897). Han gav även ut en Tacitus-översättning, Tacitus mindre skrifter: Dialogus de oratoribus, Agricola och Germania (Norstedt, 1929).